# Ondřej Švejdík
Ondřej Švejdíkⓘ (Opava, 3 december 1982) is een Tsjechische voetballer die bij FC Groningen speelde. 

## Clubcarrière
De verdediger was door FC Groningen aangetrokken om het gat van de naar de AZ vertrokken Gijs Luirink op te vullen. Voordat hij naar FC Groningen kwam speelde hij bij de nummer twee van Tsjechië, FK Mladá Boleslav. Daarvoor speelde hij voor Bohemians 1905 Praag en SFC Opava. In het seizoen 2009-2010 veroverde Švejdík een basisplaats bij FC Groningen, maar in de wedstrijd met FC Groningen tegen ADO Den Haag op 3 oktober 2009 scheurde Švejdík, evenals zijn ploeggenoot Andersson, zijn kruisband van zijn linkerknie af. Hierdoor kon hij geen wedstrijden meer spelen in het seizoen 2009-2010. Na dit seizoen vertrok Švejdík transfervrij naar de succesvolste club uit zijn geboorteland, Sparta Praag. Een half jaar later werd hij voor de rest van het seizoen 2011-2012 uitgeleend aan stadsgenoot FK Dukla Praag.